# Amarbajasglant chijd
Amarbajasgałant-chijd (mon. Амарбаясгалант хийд) – klasztor buddyjski w ajmaku selengijskim w Mongolii.

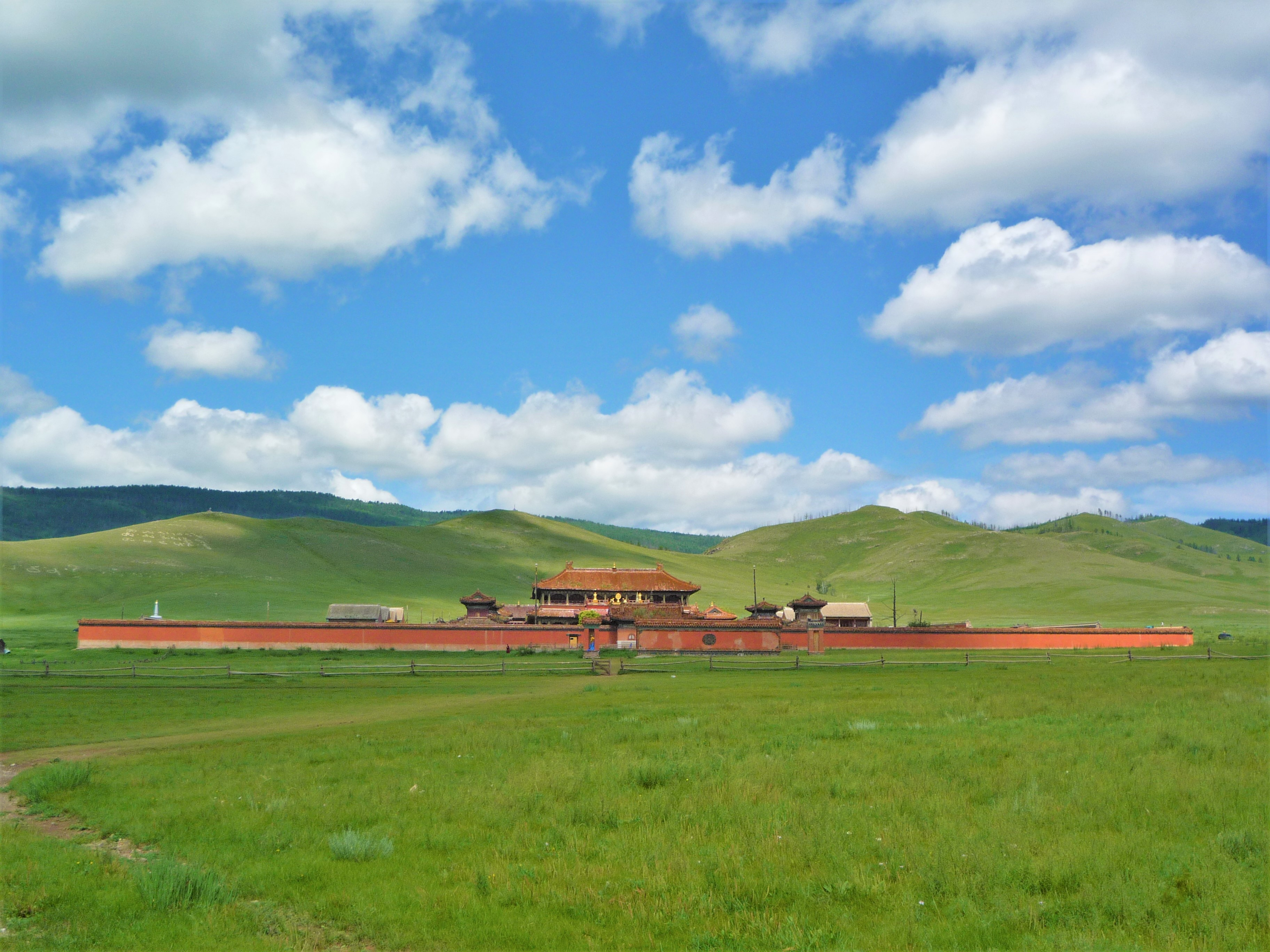
Widok klasztoru Amarbajasgalant chijd otoczonego murem

## Historia
Klasztor znajduje się w dolinie Iwen-goł. Powstał w latach 1727–1736 dla upamiętnienia zmarłego w 1723 roku Öndör gegeena Dzanabadzara, którego zmumifikowane ciało złożono tu w 1779 roku. W klasztorze znajdowały się również szczątki IV Bogd gegeena. W czasie represji antybuddyjskich w Mongolii klasztor zamknięto, zniszczono 10 spośród 37 świątyń wchodzących w skład kompleksu. Klasztor odnowiono w latach 1975–1990 z funduszy UNESCO.
W 1990 roku wznowił działalność religijną, od 2003 roku odbywa się w nim taniec cam. Jeden z najważniejszych centrów buddyzmu w Mongolii.